# Central Parc (Saint-Cyr-sur-Loire)
Central Parc est un quartier français en construction situé dans le nord-est de la commune de Saint-Cyr-sur-Loire, en Indre-et-Loire, dans la périphérie aisée de Tours, ville limitrophe du quartier à l'est. Il est développé depuis 2015 sous la forme d'une zone d'aménagement concerté (ZAC) nommée Ménardière-Lande-Pinauderie.
Situé sur une ancienne emprise agricole de 25 hectares, le quartier est érigé autour d'un parc central longitudinal qui lui a donné son nom. Il est essentiellement constitué d'un ensemble d'immeubles à l'architecture similaire et de quelques zones pavillonnaires.
Le quartier devrait accueillir au moins 750 logements dont 25 % sociaux, soit 660 collectifs plus une centaine de maisons, et loger jusqu'à 1 800 habitants. Se voulant un des aménagements les plus importants de l'histoire de Saint-Cyr-sur-Loire, il devrait aider à combler le manque de logements sociaux de la ville.

## Présentation

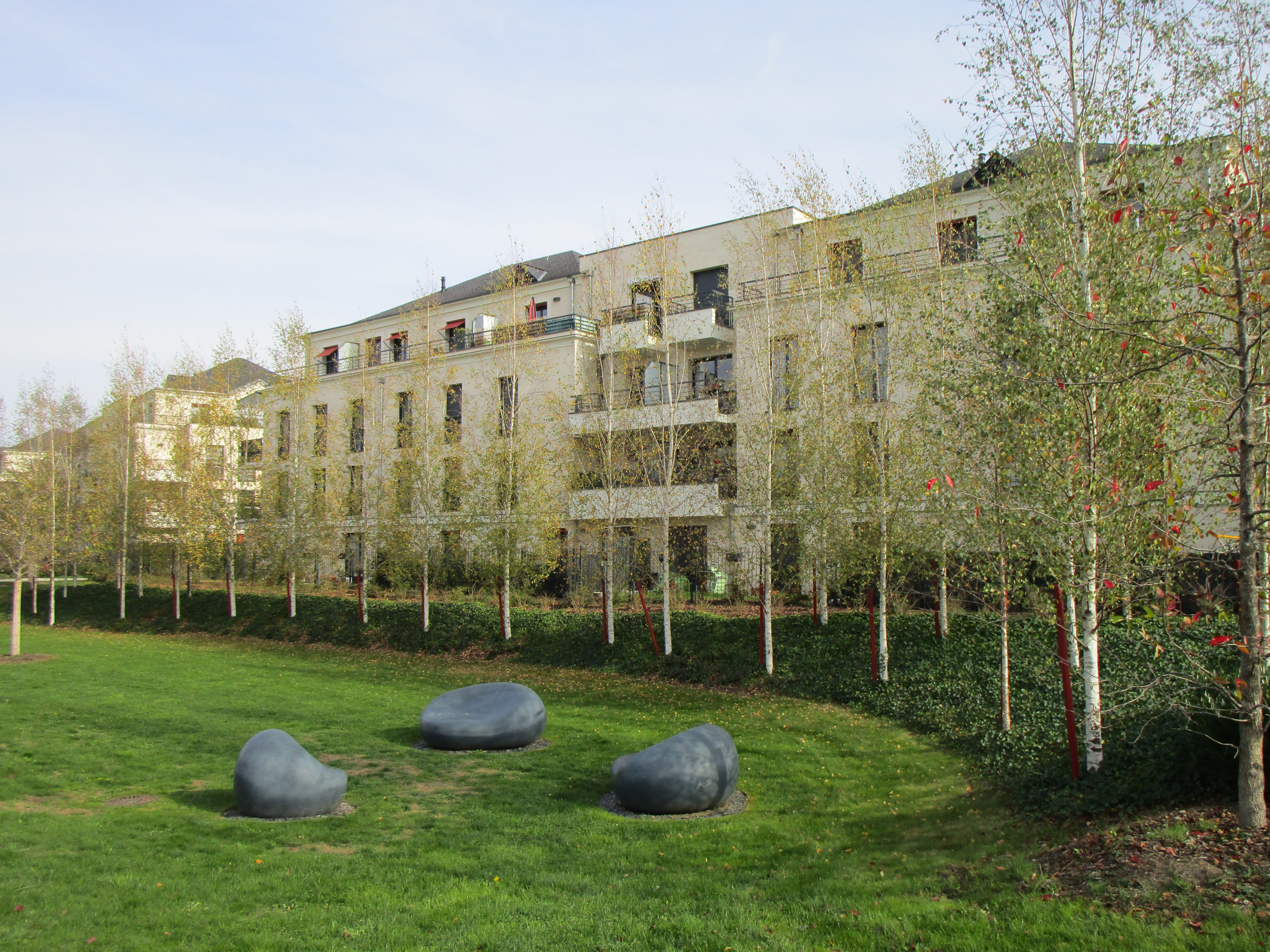
Première tranche de construction.

Le quartier de Central Parc est construit sur d'anciennes emprises agricoles du nord-est de Saint-Cyr-sur-Loire. Il est délimité par l'avenue Ampère au sud et le boulevard André-Georges Voisin au nord, tandis qu'à l'est, la rue des Bordiers marque également la frontière avec la ville de Tours, plus précisément le quartier Europe. Il est essentiellement entouré de zones pavillonnaires ainsi que quelques logements collectifs, en plus d'un hypermarché.
Il s'agit d'un aménagement majeur de la ville, puisqu'il est prévu 750 à 860 logements et jusqu'à 1 800 habitants, soit plus de 10 % de la population de Saint-Cyr. Le quartier prend la forme d'immeubles de logements collectifs similaires de deux à quatre étages orientés vers un parc central longitudinal, avec des zones pavillonnaires en périphérie de l'ensemble. Les immeubles présentent des pierres de parement en façade et une toiture en ardoise tandis que chaque logement comportera au moins un balcon ou une terrasse pour les appartements en attique.
Le quartier se veut mixte puisque l'ensemble devrait intégrer 25 % de logements sociaux. Ceux-ci sont intégrés dans des bâtiments parfaitement identiques aux résidences privées, de même standing, de sorte « qu’aucune différence ne puisse se faire entre les statuts des résidents ». Réputée bourgeoise, la commune ne comptait que 15 % de logements sociaux en 2012. Le quartier devrait en partie rééquilibrer la situation en rapprochant la ville du seuil minimal de 20 % prévu par la loi SRU,.

## Étapes d'urbanisation

### Première tranche

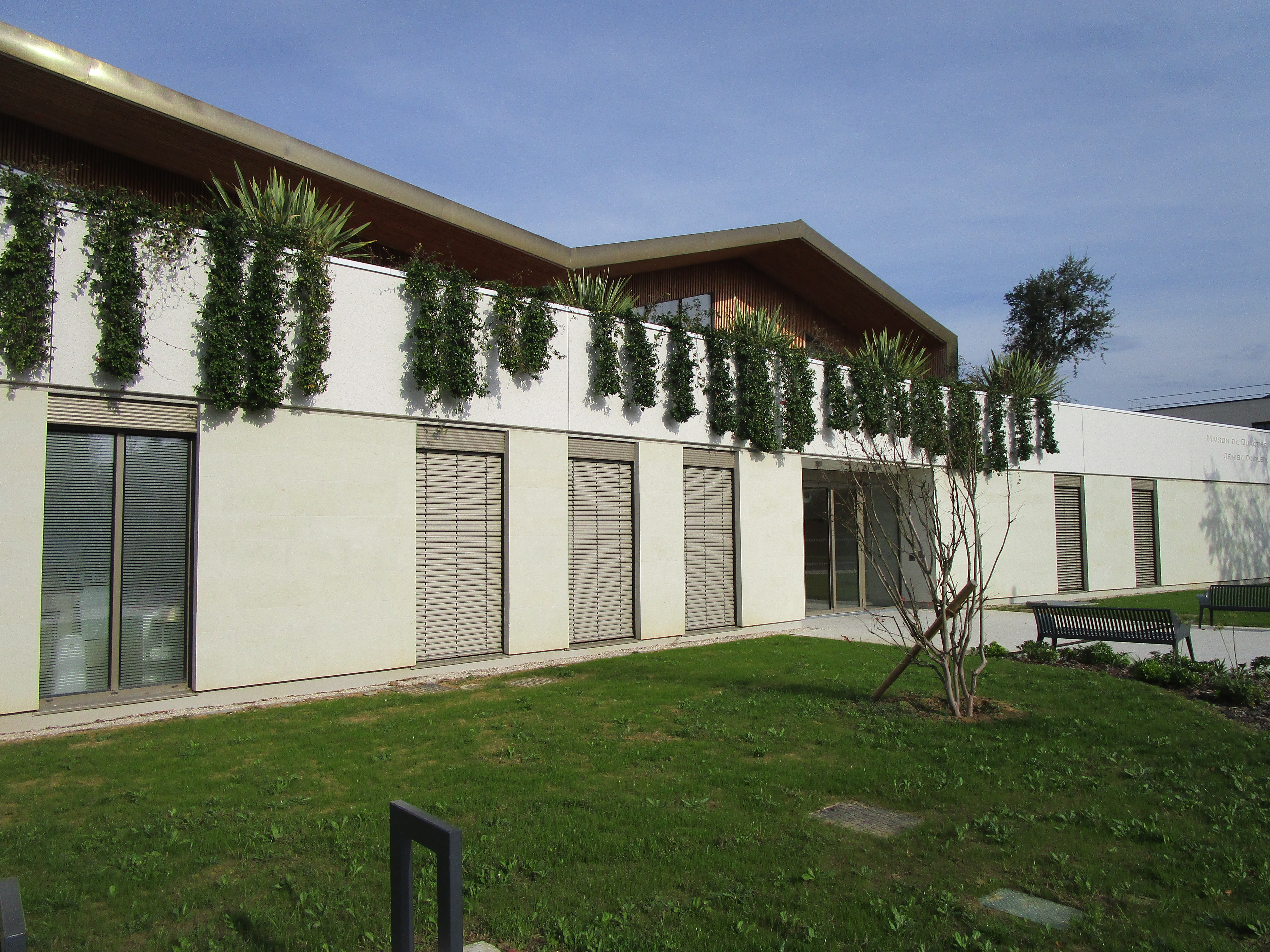
Maison de quartier.

Après les premières études menées en 2008, l’aménagement du quartier débute en 2015 avec les premiers travaux de voiries et de viabilisation du terrain. La première tranche urbaine se concentre dans la partie sud du quartier, comprenant le parc central longitudinal entouré des premières résidences de logements collectifs. Elle est inaugurée en octobre 2019 par le maire de la ville et comprend 228 logements dont 58 sociaux, se répartissant notamment au sein de six immeubles dont deux sociaux, se faisant face de part et d'autre du parc central. Les logements privés commercialisés par Bouygues Immobilier affichent un prix de 3 700 euros par mètre carré.
Le long de l'avenue Ampère, qui marque la limite sud du quartier, on trouve une résidence sociale ainsi que la maison de quartier à l'ouest, et deux autres résidences à l'est. Inaugurée en avril 2022, la maison de quartier Denise Dupleix contient une crèche du 28 places ainsi que quatre salles destinées aux associations, dont deux réservées au club de bridge à l'étage.
À l'est du parc central, les zones pavillonnaires initialement prévues sont remplacées par un EHPAD privé du groupe Korian, d'une capacité de 80 lits, plus 14 logements seniors,. Dans l'ouest de cette première tranche, on trouve une quinzaine de maisons individuelles contemporaines.

### Deuxième tranche

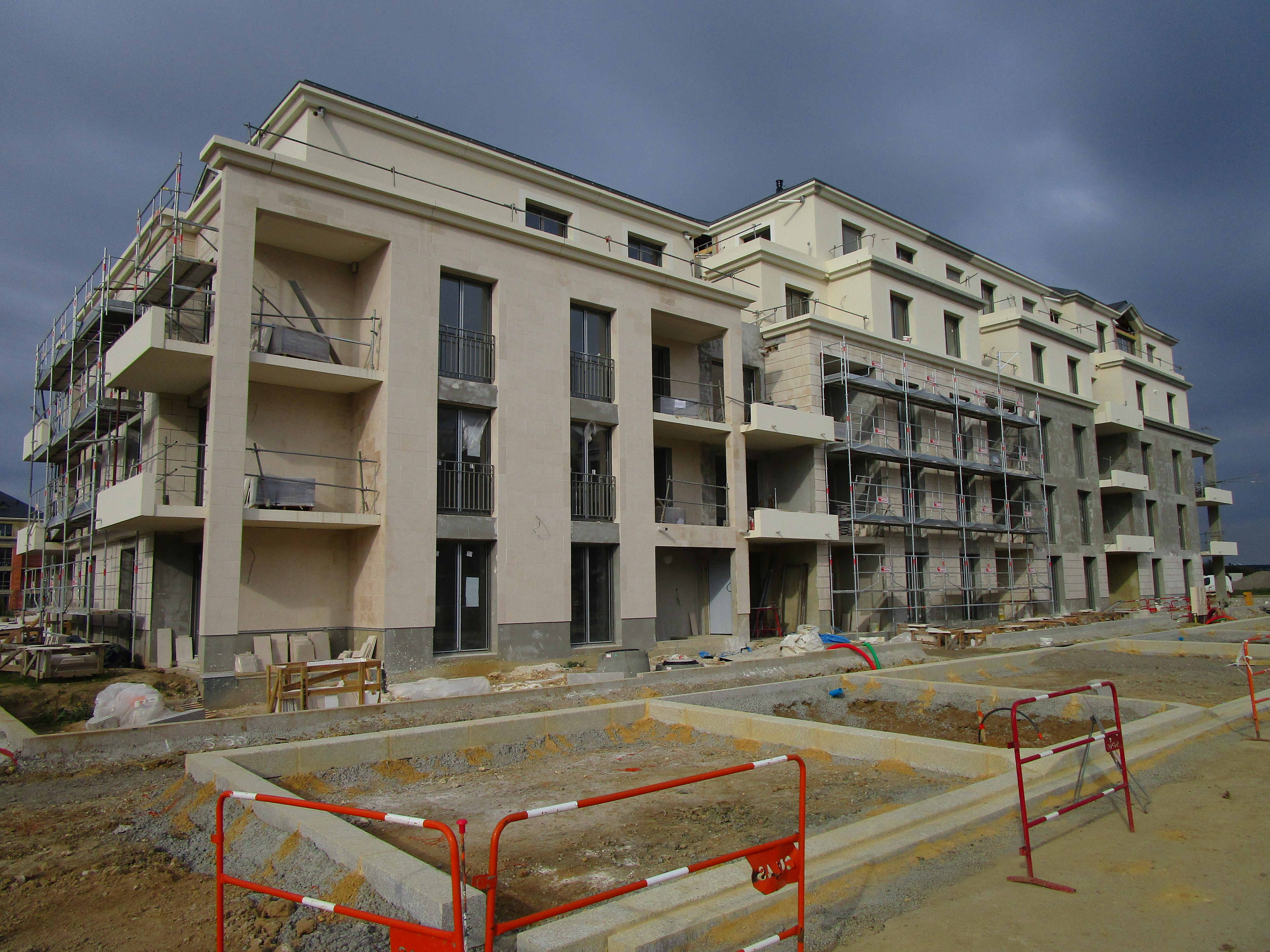
Constructions de la deuxième tranche.

Aménagé entre 2020 et 2024, la deuxième tranche de construction se concentre sur le cœur du quartier, autour d'un parc central carré. Il comprend quatre immeubles en R+4, formant des équerres articulés autour de la place centrale. Il s'agit de quatre résidences privées contenant une soixante de logements chacune. Plus en retrait à l'est, sur la rue des Bordiers, deux résidences sociales de CDC Habitat et Val Touraine Habitat comprennent 112 logements, dont certains sont réservés pour des personnes âgées ou paralysées,. À l'ouest, 22 parcelles pour maisons individuelles sont prévues.
Au total, la deuxième tranche comprend près de 400 logements dont 370 collectifs. Après son inauguration en 2024, 90 % des logements collectifs ont été livrés (598 sur 660).

### Troisième tranche

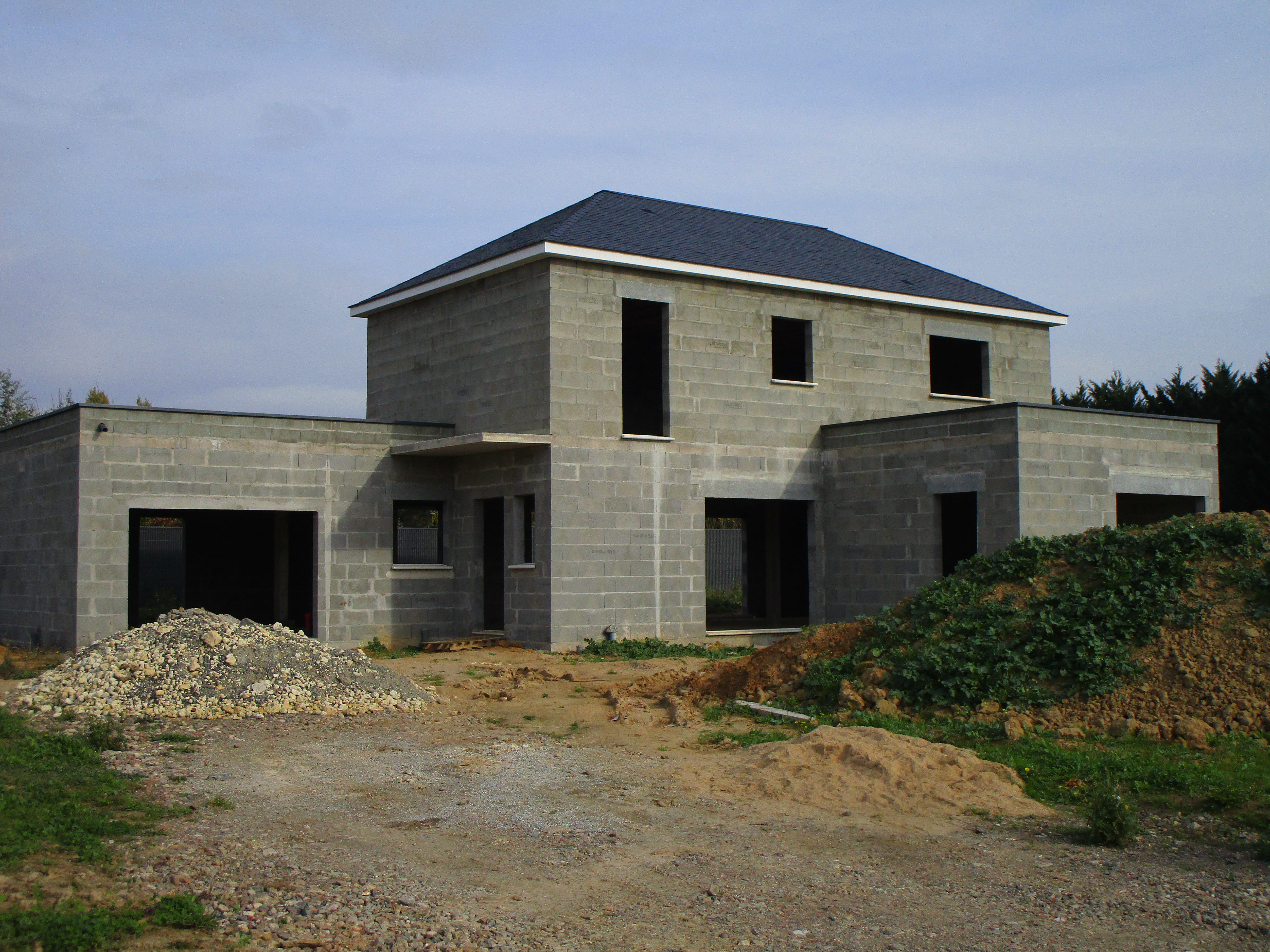
Maison individuelle en construction, deuxième tranche.

La troisième et dernière tranche de constructions du quartier se concentre essentiellement sur les maisons individuelles, puisqu'une trentaine sont prévues, en plus d'une douzaine de maisons mitoyennes, ainsi que quatre immeubles de logements collectifs. Tout au nord du quartier, des locaux d'activités devraient s'implanter le long du boulevard André-Georges Voisin.
À l'angle du boulevard Voisin et de la rue des Bordiers, un centre commercial est prévu pour une superficie de plus de 7 300 m2 et 400 places de stationnement. Promu par le propriétaire de l'hypermarché E.Leclerc voisin, il y est notamment prévu un espace culturel.

## Services publics
Jusqu'en 2024, le quartier est desservi par les lignes 10 et 17 du réseau Fil bleu, de la métropole de Tours, puis seulement par la seconde ligne.